# Kehä I
Kehä I (szw. Ring I) – jedna z trzech obwodnic Helsinek, leżąca najbliżej centrum miasta. Prowadzi ze wschodniej części Espoo do Itäkeskus we wschodnich Helsinkach. Jest najbardziej ruchliwą drogą w Finlandii – korzysta z niej do 113 tys. pojazdów dziennie. Oznaczona jest jako droga regionalna (seututie) 101.
Kehä I posiada co najmniej dwa pasy w każdym kierunku, jednak ograniczenia prędkości, nigdy nieprzekraczające 80 km/h, powodują liczne korki. Planowane są przebudowy drogi wraz z wprowadzeniem skrzyżowań wielopoziomowych, mające zwiększyć płynność ruchu na obwodnicy.
W 2011 roku zakończono przebudowę obwodnicy w rejonie Leppävaara, która jest jednym z najruchliwszych miejsc na drodze. Wybudowano tunel, którym biegnie droga, dwa nowe skrzyżowania oraz przebudowano jedno istniejące.